# ت ع م+08:45
التوقيت العالمي المنسق +08:45 أو ت ع م−02:30 {بالإنجليزية:UTC+08:45} هو مقابلة الوقت المحلي للتوقيت العالمي المنسق +08:45، تم استخدام هذا التوقيت في في أستراليا (التوقيت المركزي الغربي، أو سوت CWT).